# Onobops
Onobops là một chi ốc nước ngọt rất nhỏ, động vật thân mềm chân bụng trong họ Hydrobiidae.

## Các loài
Các loài trong chi Onobops gồm có:
- Onobops crassus F. G. Thompson, 1968[4]
- Onobops jacksoni (Bartsch, 1953)[5]